# Joan Àngel Roman i Ollè
Joan Àngel Román i Ollè (Reus, 18 de maig de 1993) és un futbolista professional català que juga com a davanter al Wieczysta Kraków.

## Trajectòria
Es va formar en les categories inferiors del RCD Espanyol i el 2009 s'incorporà a l'equip cadet del Manchester City FC. El 27 de juny de 2012 signà un contracte amb el FC Barcelona B per tres temporades. El gener del 2014 fou cedit al Vila-real CF, de manera que disputaria la segona meitat de la temporada a la primera divisió.